# Canelas (Estarreja)
Pour les articles homonymes, voir Canelas.
Canelas est une ancienne paroisse civile portugaise (en portugais : freguesia) de la municipalité d'Estarreja dans le district de Beja.
La loi no 11-A/2013 du 28 janvier 2013, portant réorganisation administrative du territoire des freguesias, fusionne Canelas avec la paroisse voisine de Fermelã pour former l’União das freguesias de Canelas e Fermelã (dont le siège est à Canelas).